# Syzygium brittonianum
Syzygium brittonianum är en myrtenväxtart som först beskrevs av Charles Budd Robinson, och fick sitt nu gällande namn av Elmer Drew Merrill. Syzygium brittonianum ingår i släktet Syzygium och familjen myrtenväxter.
Artens utbredningsområde är Filippinerna. Inga underarter finns listade i Catalogue of Life.